# Nävertjärnen (Älvsby socken, Norrbotten)
Nävertjärnen är en sjö i Älvsbyns kommun i Norrbotten och ingår i Alterälvens huvudavrinningsområde.